# Orthosia angustus
Orthosia angustus là một loài bướm đêm trong họ Noctuidae.